# 歴史にドキリ
『歴史にドキリ』（れきしにドキリ）は、NHK Eテレで2012年4月4日から放送されている小学6年社会向け学校放送番組。
現在は新作は制作されず、リピート放送の扱いとなっている。

## 概要
番組開始時の垂木勉によるナレーションは、「ここは、中村獅童歴史研究所。胸がドキリとするような歴史を研究するため、彼は歴史上の偉人に変身している!」。
歌舞伎役者の中村獅童が、小学6年社会の教科書に掲載されている歴史上の偉人に扮し、歌って踊って、楽しく日本史を学べる、新感覚の歴史学習番組。
番組の終了時は慣例通り「終/制作・著作 NHK」と表示されるが、当時のNHKのロゴ（「3つのたまご」ロゴ）は使用されず、NHKの文字は「終」「制作・著作」と共通の字体（DWP優雅宋）で表記されていた。
関連書籍として、『NHK歴史にドキリ 獅童が変身★日本を築いた52人』がNHK出版から刊行されていた（2014年4月11日発売）。
番組は2011年8月12日にパイロット版の「歴史にドキュン☆」が放送された

## 放送時間
いずれも日本時間。2013年度をもって新作は制作されず、2014年度以降はセレクション放送となった。また2014年以降は「くらしと政治編」が始まった。2020年度からは姉妹番組『社会にドキリ』スタートに伴い年度9月〜1月(もしくは2月上旬)まで放送。
| 年度 | 曜日   | 時間          | 備考                                            |
| ---- | ------ | ------------- | ----------------------------------------------- |
| 2012 | 水曜日 | 9:40 - 9:50   |                                                 |
| 2013 | 水曜日 | 9:30 - 9:40   | 2013年度の新作を放送                            |
| 2013 | 水曜日 | 15:30 - 15:40 | 2012年度の再放送                                |
| 2014 | 水曜日 | 9:20 - 9:30   | 過去2年間の41回を時系列順に再放送               |
| 2014 | 水曜日 | 15:30 - 15:40 | 過去2年間の41回を時系列順に再放送               |
| 2015 | 水曜日 | 9:45 - 9:55   |                                                 |
| 2016 | 水曜日 | 9:45 - 9:55   |                                                 |
| 2017 | 水曜日 | 9:45 - 9:55   |                                                 |
| 2018 | 水曜日 | 9:40 - 9:50   |                                                 |
| 2019 | 水曜日 | 9:40 - 9:50   |                                                 |
| 2020 | 水曜日 | 9:40 - 9:50   | 8月 - 翌1月の放送。20回分のセレクション放送     |
| 2021 | 水曜日 | 9:45 - 9:55   | 8月 - 翌2月上旬の放送。20回分のセレクション放送 |
| 2022 | 水曜日 | 9:30 - 9:40   | 8月 - 翌1月の放送。20回分のセレクション放送     |
| 2022 | 木曜日 | 16:40 - 16:50 | 過去2年間の41回を時系列順に再放送               |
| 2023 | 水曜日 | 9:30 - 9:40   | 8月 - 翌1月の放送。20回分のセレクション放送     |
| 2024 | 水曜日 | 9:30 - 9:40   | 8月 - 翌1月の放送。20回分のセレクション放送     |

## キャスト・スタッフ
※出典：
- 出演 - 中村獅童[6]
- ナレーション - 江崎史恵（本編）、垂木勉（オープニングのみ）
- 音楽 - 前山田健一
- 振付 - 振付稼業air:man
- 取材協力 - 酒寄雅志
- ゲスト
  - 「近松門左衛門」
    - 女形 - 中村蝶紫
    - 操演 - 人形浄瑠璃文楽座

  - 「上杉謙信・武田信玄」
    - 上杉謙信 - 山本耕史 - ドキリ★ソング「戦国の雄たちよ」では途中でギターを披露した。

  - 「陸奥宗光・小村寿太郎」
    - 陸奥宗光 - 前山田健一 - ドキリ★ソング「We can stop the 不平等」では中村獅童（小村寿太郎）とラップを披露した。

  - 歴史にドキリ feat.花燃ゆ フラワー・バーニング・スペシャル
    - 石丸幹二:周布政之助　入江九一:要潤　楫取美和子:井上真央　高杉晋作:高良健吾

## 放送リスト
一部の映像はインターネット権利の都合上イラストに差し替えている。
| 回   | タイトル                                                       | ドキリ★ソング                                | 初回放送日      |
| ---- | -------------------------------------------------------------- | -------------------------------------------- | --------------- |
| 1-00 | 縄文時代と弥生時代                                             |                                              | 2012年4月4日    |
| 1-01 | 卑弥呼〜むらからくにへ〜                                       | むらからくにへ                               | 2012年4月11日   |
| 1-02 | 聖武天皇・行基〜大仏はなぜ造られたか〜                         | みんなで造ろう 大仏を                        | 2012年4月25日   |
| 1-03 | 藤原道長〜貴族の政治とくらし〜                                 | 貴族の政治とくらし                           | 2012年5月16日   |
| 1-04 | 紫式部・清少納言〜国風文化の誕生〜                             | 誕生!日本風の文学                            | 2012年5月30日   |
| 1-05 | 平清盛〜武士の世の中へ〜                                       | それは武士から始まった                       | 2012年6月13日   |
| 1-06 | 源頼朝〜ご恩と奉公〜                                           | ご恩 そして 奉公                             | 2012年6月27日   |
| 1-07 | 北条時宗〜元との戦い〜                                         | 元との戦い                                   | 2012年7月11日   |
| 1-08 | 足利義満・義政〜室町文化の発展〜                               | 今に伝わる室町文化                           | 2012年8月22日   |
| 1-09 | 織田信長〜天下統一を目指した武将〜                             | 天下統一 ファイヤー!                         | 2012年9月12日   |
| 1-10 | 豊臣秀吉〜武士が支配する世へ〜                                 | 関白宣言(秀吉流)                             | 2012年9月26日\| |
| 1-11 | 徳川家康〜戦国から江戸へ〜                                     | たぬきおやじだ!家康だ! /おれに任せな!E★D★O   | 2012年10月10日  |
| 1-12 | 徳川家光〜江戸幕府と大名〜                                     | 大名たちよ かしずけ                          | 2012年10月24日  |
| 1-13 | 近松門左衛門〜江戸時代の文化〜                                 | ああ愛しきは 江戸の・世・PEOPLE              | 2012年11月7日   |
| 1-14 | 杉田玄白・本居宣長〜江戸時代の学問〜                           | 学問は止まらない                             | 2012年11月21日  |
| 1-15 | 西郷隆盛・木戸孝允〜明治の国づくり（倒幕運動）〜               | TOU-BAKU                                     | 2012年12月5日   |
| 1-16 | 大久保利通〜明治の国づくり（富国強兵）〜                       | めざめる、明治                               | 2013年1月9日    |
| 1-17 | 伊藤博文〜明治の国づくり（帝国憲法）〜                         | ファースト総理 ファースト憲法 ファースト国会 | 2013年1月23日   |
| 1-18 | 北里柴三郎・野口英世〜世界で活躍した日本人〜                   | 世界のドンネルおやじ（雷おやじ）             | 2013年2月6日    |
| 1-19 | 渋沢栄一〜近代化に尽くした人〜                                 | 日本経済の いぶき                            | 2013年2月20日   |
| 1-20 | 陸奥宗光・小村寿太郎〜条約改正への道のり〜                     | We can stop the 不平等                       | 2013年3月6日    |
| 2-01 | 聖徳太子〜新しい国づくり〜                                     | 日出づる国の理想 12そして17                  | 2013年4月10日   |
| 2-02 | 中大兄皇子・中臣鎌足〜大化の改新・天皇中心の国づくり〜         | 新時代・大化!                                | 2013年4月24日   |
| 2-03 | 鑑真〜仏教の発展〜                                             | 唐の僧 GANJIN                                | 2013年5月15日   |
| 2-04 | 桓武天皇～平安京の誕生と人びとのくらし〜                       | へ・い・あ・ん                               | 2013年5月29日   |
| 2-05 | 源義経〜源平の戦い〜                                           | 源平ウォーズ（戦い）                         | 2013年6月12日   |
| 2-06 | 北条政子〜ご恩と奉公を受け継ぐ〜                               | ご恩 そして 奉公 PARTⅡ〜それから〜           | 2013年6月26日   |
| 2-07 | 雪舟・世阿弥〜室町の文化と芸能〜                               | マイウェイ（私の道）                         | 2013年7月10日   |
| 2-08 | 武田信玄・上杉謙信〜戦国の争乱〜                               | 戦国の雄たちよ                               | 2013年8月21日   |
| 2-09 | フランシスコ・ザビエル〜キリスト教の伝来・ヨーロッパとの交流〜 | ザビエル 伝エル キリスト教                   | 2013年9月11日   |
| 2-10 | 歌川広重〜江戸時代の町人文化・浮世絵〜                         | 時空の旅人・広重                             | 2013年9月25日   |
| 2-11 | 伊能忠敬〜蘭学の発展〜                                         | 歩く、歩く、歩いて                           | 2013年10月9日   |
| 2-12 | 大塩平八郎〜庶民の反乱〜                                       | 不正無用                                     | 2013年10月23日  |
| 2-13 | マシュー・ペリー〜揺れる江戸幕府〜                             | ペリーが日本にやってきた                     | 2013年11月6日   |
| 2-14 | 坂本龍馬〜幕末の動乱（倒幕側）〜                               | 新時代がくるぜYO!                            | 2013年11月20日  |
| 2-15 | 勝海舟〜幕末の動乱（幕府側）〜                                 | 幕末セイリング                               | 2013年12月4日   |
| 2-16 | 板垣退助・大隈重信〜明治の国づくり（議会政治）〜               | 自由民権の男                                 | 2014年1月8日    |
| 2-17 | 福沢諭吉〜文明開化〜                                           | 文明・カイ・歌                               | 2014年1月22日   |
| 2-18 | 田中正造・平塚らいてう〜市民運動の高まり〜                     | 自由に生きたいの                             | 2014年2月5日    |
| 2-19 | 夏目漱石・樋口一葉〜明治時代の文学〜                           | 文学 イン マイ ライフ                        | 2014年2月19日   |
| 2-20 | 戦争そして戦後                                                 | 歴史ほどドキリとするものはない               | 2014年3月5日    |

| 回 | タイトル                 | ドキリ★ソング  | 初回放送日    |
| -- | ------------------------ | -------------- | ------------- |
| 1  | わたしたちのくらしと行政 |                | 2014年3月31日 |
| 2  | 国民主権と国会・内閣     | 省の歌         | 2014年3月31日 |
| 3  | 基本的人権と裁判所       | 基本的人権の歌 | 2014年4月3日  |
| 4  | 平和主義と世界の中の日本 |                | 2014年4月3日  |

| ドキリ★ソング           | 初回放送日   |
| ----------------------- | ------------ |
| 黒船・密航!             | 2015年1月4日 |
| 学びのともしび 松下村塾 | 2015年1月4日 |
| めざめもたらす 長州FIVE | 2015年1月4日 |

## スペシャル
歴史にドキリ ロワイヤル・スペシャル 中村獅童がひたすら歌って踊って歴史を教えます!
放送日時：NHK Eテレ 2013年1月2日 水曜日18:10 - 18:55
第1回の偉人「卑弥呼」を番組MCに番組コーナー「ドキリ★ソング」をランキング形式（時代の古い順、放送順）で放送するスペシャル番組。3学期（第16回以降）の「ドキリ★ソング」は先行放送となった。

歴史にドキリ ラグジュアリー・スペシャル 中村獅童がまたまた歌って踊って歴史を教えます!
放送日時：NHK Eテレ 2013年12月30日 月曜日16:00 - 16:54
第1回の偉人「卑弥呼」がまたMCとなり、36曲の「ドキリ★ソング」を放送。板垣退助・大隈重信と福沢諭吉の「ドキリ★ソング」は先行放送となった。

歴史にドキリ feat.花燃ゆ フラワー・バーニング・スペシャル
放送日時：NHK総合 2015年1月4日 日曜日12:15 - 12:55
2015年のNHK大河ドラマ「花燃ゆ」とのコラボレーション。「ドキリ★ソング」の新曲も3曲放送された。字幕放送はレギュラー放送と同様、小学校6年生以上で習う漢字には振り仮名が振られていた。